# Comodoro
Comodoro là một đô thị thuộc bang Mato Grosso, Brasil. Đô thị này có diện tích 21743,362 km², dân số năm 2007 là 18041 người, mật độ 0,83 người/km².